# La Fraila
La Fraila (m. 1811), fue una heroína española de la Guerra de la Independencia (1808-1814).

## Biografía
Fue santera de la ermita de Consolación en Aberturas, actual pedanía de Valdepeñas. Se desconoce su identidad. Los únicos datos que se saben es su sobrenombre, derivado de su oficio, que era viuda y que tenía un hijo adolescente llamado Juan Ramón.
El 30 de mayo de 1808 dio la voz de alarma en el Ayuntamiento de Valdepeñas de que la ermita que ella guardaba había sido saqueada por las tropas del General Dupont, que avanzaba hacia la Batalla de Bailén. Tras esta alarma se trasladó a la Virgen de Consolación a la Iglesia Mayor de la villa y se organizó una Junta de Defensa, presidida por el cura Calao, que terminó por cortar el paso a los franceses el 6 de junio en la llamada Contienda de Valdepeñas, con la que se logró evitar el refuerzo de Dupont en Bailén y se evacuó a todos los invasores de La Mancha, a pesar de que la villa de Valdepeñas fue incendiada.
La Fraila, sin embargo, se distinguió tres años más tarde, cuando la provincia ya estaba ocupada por las tropas francesas. En mayo de 1811, el guerrillero Francisco "Chaleco" evacuó el cantón francés de La Solana, produciéndole varias bajas, teniendo la guerrilla española como única baja la del hijo de la Fraila, Juan Ramón, que se había enrolado en la mencionada guerrilla. La tropa francesa huida, compuesta por un centenar de soldados, se acuarteló en la ermita de Consolación que la Fraila guardaba. Allí, la mujer los recibió, les dio de comer y sirvió vino hasta que todos quedaron dormidos. Entonces, como venganza por la muerte de su hijo, atrancó las puertas de la ermita y colocó bajo el altar los barriles de pólvora que los franceses transportaban. Con una tea ardiendo prendió los barriles y voló la ermita, inmolándose con ella, muriendo también bajo el fuego el centenar de soldados. 
La ermita fue destruida por completo. La gesta de La Fraila fue el detonante para que la provincia de La Mancha fuera completamente desocupada de tropa al año siguiente.

## Otros guerrilleros de Valdepeñas
- Juana "La Galana"
- Francisco "Chaleco"
- el cura "Calao"
- Juan Vacas
- Juan Toledo